# Tanjung Harapan (Air Putih)
Tanjung Harapan is een bestuurslaag in het regentschap Batu Bara van de provincie Noord-Sumatra, Indonesië. Tanjung Harapan telt 2037 inwoners (volkstelling 2010).